# Wartkowo
Wartkowo [vartˈkɔvɔ] (tiếng Đức: Wartekow)  là một ngôi làng thuộc khu hành chính của Gmina Gościno, thuộc hạt Kołobrzeg, West Pomeranian Voivodeship, ở phía tây bắc Ba Lan. Nó nằm khoảng 20 kilômét (12 mi) về phía nam của Kołobrzeg và 97 km (60 mi) về phía đông bắc của thủ đô khu vực Szczecin.